# Perdidos en la tribu (Chile)
Perdidos en la tribu es un docu-reality de televisión de Chile, producido por TVN. En donde tres familias, tres tribus primitivas y tres destinos desconocidos que se convierten en la aventura de sus vidas. Un programa en el que tres familias chilenas abandonan su civilizada vida para, sin saberlo, vivir en algunas de las tribus más antiguas del mundo. Allí deberán adaptarse a las primitivas formas de vida de sus anfitriones, desenvolverse en un entorno salvaje y convivir durante un tiempo con completos desconocidos. Es la versión chilena del reality español Perdidos en la tribu. Es presentado por Katherine Salosny.

## Las familias y las tribus

### Familia Garay y losTamberma
- Mario, 50 años. Entrenador de fútbol.
- Gladys Muñoz, 46 años. Dueña de casa.
- Nicole, 26 años. Estudiante.
- Diego, 23 años. Estudiante.

Conocidos anteriormente por Esta es mi familia convivirán con la tribu Tamberma de Togo. La familia consta de Mario, el padre. Antes de partir al indómito lugar señaló que su gran problema sería que “hoy día vivo con el sexo, el sexo, el sexo y el fútbol”, cosa que no podría hacer luego. Gladys es la mamá, ama a los animales y es tripofobica  (miedo a los agujeros). Nicole es la hija y se declara abiertamente lesbiana, mientras que Diego es el menor, que ama la música y describe a su gente como “impulsivos y pasionales”.
Los Tamberma viven en curiosas construcciones con forma de torres y duermen en pequeños agujeros en lo alto de las casas, a los que tienen que acceder de espaldas. Viven en una sociedad algo ruda en la que las mujeres trabajan muy duro pero en la que no tienen ni voz ni voto. Son una tribu muy religiosa, por lo que hacen un ritual de bienvenida en la que sacrifican a un pollo.

### Familia Valdés y losMentawai
- Jorge, 51 años. Supervisor de seguridad/músico.
- Angélica Quezada, 50 años. Peluquera/tarotista
- Jorge Jr., 27 años. Estudiante de Comunicación Audiovisual.
- Max, 19 años. Estudiante de Educación Física.

Esta familia plagada de problemas internos se subirá por primera vez a un avión para viajar a Indonesia con la tribu Mentawai. La familia se compone del padre, quien tiene un pasado oscuro: fue infiel a su mujer, Angélica, quien es peluquera y tarotista. Jorge, es un estudiante de educación superior, al igual que su hermano menor Max.
Los Mentawai habitan unas grandes construcciones comunales edificadas con bambú y hierba. La tribu es conocida por realizar sangrientos sacrificios de animales y para llegar a ella hay que cruzar un inmenso pantano.

### Familia Dabed y losHimba
- Roberto, 51 años. Empresario.
- Pascale Sitnisky, 48 años. Dueña de casa.
- Diego, 22 años. Estudiante de Matemáticas.
- Valentina, 20 años. Estudiante de Letras.
- Roberta, 19 años. Estudiante de Arte.
- Isabella, 12 años. Estudiante.

Esta acomodada familia santiaguina tendrá el viaje más desafiante de sus vidas en Namibia con la tribu Himba. La familia es liderada por Roberto. En cuanto a proteger a la mujer”. Su mujer, Pascale, le preocupa la higiene del lugar al que se dirigen. Luego están: Valentina, descrita como peleadora con su padre, Diego, Roberta, y la menor, Isabella, dominante y siempre preocupada de su apariencia. La familia tiene miedo a los animales poco comunes, como insectos y alacranes.
Los Himba veneran el fuego, son polígamos y construyen sus casas con excremento de vaca. El agua es un tema muy serio para la tribu, se trata de un bien sagrado y escaso con el que no se debe jugar, por ello, las mujeres tienen completamente prohibido lavarse y deben untar su cuerpo con una sustancia hecha mezclando ocre, manteca y hierbas, la cual les da a su piel un característico color rojizo.

#### Consejo tribal
| Garay Muñoz    | Tamberma | Mario: Fue castigado para ir de cacería, por rechazar la comida. Gladys: Fue castigada para reparar una de sus casas al rechazar hacer algunas actividades. Nicole: Fue felicitada por la tribu por ser la mejor de la familia, al compartir con ellos y realizar todas las actividades. Diego: Fue felicitado por su valentía, pero criticado por a veces ser el más débil. No recibió ningún castigo.                                               |
| Valdés Quezada | Mentawai | Jorge: Fue felicitado por llevar su música a la tribu y alegrarlos. Pero por no saber andar en la selva no hace muchas actividades de la tribu. Angélica: Fue criticada por llorar al extrañar a su hija, pero le dijeron a sus hijos que debían ayudarla. Jorge Jr.: Fue felicitado por parecer un verdadero mentawai y ayudar en todo a la tribu. Max: Fue felicitado por su alegría y su felicidad, pero que debía demostrársela más a su familia. |
| Dabed Sitnisky | Himba    | Roberto: Fue criticado por no obedecer las reglas de la tribu. Pascale: Fue felicitada por su esfuerzo y ayuda con las tareas del hogar. Valentina: Fue felicitada por su comportamiento y perseverancia. Roberta: Fue criticada por no participar en las actividades junto a las demás. |

## Tabla de resultados
| Familia | Residencia    | Tribu    | Localización | Decisión final | Premio       |
| ------- | ------------- | -------- | ------------ | -------------- | ------------ |
| Garay   | Quinta Normal | Tamberma | Togo         | Aceptados      | $ 15.000.000 |
| Valdés  | La Reina      | Mentawai | Indonesia    | Aceptados      | $ 15.000.000 |
| Dabed   | Las Condes    | Himba    | Namibia      | Abandonaron    | $ 0          |

## Audiencia
| 1 | Martes    | 8 de enero de 2013    | 23:19 - 00:35 | 16,8 | Segundo | [ 4 ]  |
| 2 | Lunes     | 14 de enero de 2013   | 23:33 - 00:48 | 11,2 | Noveno  | [ 5 ]  |
| 3 | Lunes     | 21 de enero de 2013   | 23:11 - 00:12 | 11,8 | Décimo  | [ 6 ]  |
| 4 | Martes    | 29 de enero de 2013   | 23:17 - 00:16 | 11,6 | Noveno  | [ 7 ]  |
| 5 | Miércoles | 30 de enero de 2013   | 23:11 - 00:06 | 12,5 | Octavo  | [ 8 ]  |
| 6 | Martes    | 5 de febrero de 2013  | 23:17 - 00:15 | 10,9 | Noveno  | [ 9 ]  |
| 7 | Miércoles | 6 de febrero de 2013  | 23:17 - 00:18 | 10,4 | Décimo  | [ 10 ] |
| 8 | Martes    | 12 de febrero de 2013 | —             | —    | —       | —      |

     Episodio más visto.

     Episodio menos visto.

## Curiosidades
El programa no es emitido en la señal internacional de TVN (TV Chile) debido a que es una licencia extranjera, y la mayoría de los programas realizados bajo la modalidad de licencia, pueden ser exhibidos sólo en el territorio nacional. 